# 피아노 소나타 3번 (베토벤)
《피아노 소나타 3번 다장조, 작품 번호 2-3》는 루트비히 판 베토벤에 의해 쓰인 피아노 소나타이다. 베토벤 최초의 걸작 피아노 소나타로 일컬어지는 작품으로, 작품 번호 2의 다른 두 소나타처럼 대중과 평론가로부터 호평을 받았다.

## 개요
세 개의 피아노 소나타, 작품 번호 2 세트는 아직 베토벤이 본에 있었던 시대부터 구상이 다듬어진 것으로 보여지며, 1793년에 착수되고 1795년의 8월경까지 작업이 이루어졌다고 여겨진다. 같은 시기, 혹은 시간을 사이에 두지 않고 쓰였다고 생각되는 세 개의 작품은 각각이 작곡자의 다른 측면을 비추고 있는데, 그 중에서도 세 번째 작품인 이것은 가장 화려한 마무리를 보이고 있다.
이 소나타를 포함한 작품 번호의 2의 세 개의 작품은 1796년에 빈의 아르타리아를 통해 출간되었으며, 모두 그의 스승인 프란츠 요제프 하이든에게 헌정되었다. 후원자인 페르디난트 폰 발트슈타인 백작으로부터 "모차르트의 정신을 하이든의 손으로부터 받으십시오."라는 내용의 편지를 받은 그는 하이든을 사사하기 위해 고향인 본을 뒤로 하고 빈으로 떠났지만, 하이든의 지도력에 불만을 품고서 1793년에 이미 하이든의 곁을 떠났다. 양측의 사제지간은 그리 행복하지 못했던 것으로 여겨지고 있으나, 이 헌정은 두 사람이 결정적인 불화에는 이르지 않았음을 시사한다.

## 악장 구성
작품은 4악장 형식을 따르고 있다:
1. Allegro con brio
2. Adagio
3. Scherzo. Allegro
4. Allegro assai

총 연주 소요 시간은 25분 정도이다:

### 제1악장. 알레그로 콘 브리오
4/4 박자. 다장조, 소나타 형식.
도입부터 3도 중음의 트릴로 이끌리는 제1주제가 4성체 서법으로 제시된다(악보1).

악보1
갑자기 포르티시모가 되어 트레몰로의 화려한 추이가 놓인다. 이어 사단조(악보2)와 사장조(악보3)로 새로운 주제가 연주된다. 함께 소나타의 주요 주제가 될 만한 성격을 가진 두 주제는 모두 1785년에 작곡된 베토벤의 소년기의 습작 《피아노 사중주 다장조, WoO 36-3》에서 인용된 것이다.

악보2

악보3
추이부에 나타난 화려한 패시지가 다시 등장하면 코데타이며, 3도에 걸쳐 상승하는 아르페지오의 강주에 이어 유머러스한 새로운 소재의 도입 후 화려한 맺음으로 제시부의 반복이 이루어진다. 전개부는 제시부(코데타)에서 도입된 소재에 의해 개시되지만, 순식간에 협주곡처럼 호화스러운 패시지 워크에 의해 지배된다. 가라앉으면 악보1이 재현되지만, 조성은 라장조이며 제1주제의 동기를 기초로 한층 더 전개가 행해진다. 주조에서 제1주제가 연주되어 재현부로 결정되고, 악보2가 다단조, 악보3이 다장조로 순차 재현된다. 코다는 크게 확대되고 있어, 내림가장조에서 신비로운 아르페지오가 연주되므로 점차로 음량을 더해 카덴차가 놓여진다. 악보1을 그대로의 형태로 되돌아 피아니시모에 정착, 한 마디 반의 전체 휴지를 경과해서 단숨에 최대 음량이 된 후, 매우 화려하게 악장은 막을 내린다.

### 제2악장. 아다지오
2/4 박자, 마장조, 자유로운 론도 형식
다장조의 첫 악장에 대해서 마장조라고 하는 먼 조성을 선택하고 있고, 전체는 "ABABA"라고 하는 구조로 되어 있다. 첫 번째 주제는 우아한 악보4이다.
악보4
곧 부주제가 마단조로 제시된다(악보5). 풍금 음악을 연상시키는 저음부와 중음부의 장식적 음형 뿐 아니라, 왼손이 오른손과 교차하며, 고음부에 한숨과 같은 모티브를 두고 간다.
악보5
악보5가 포르테시모에서 연주되어 고조를 이루면, 악보4가 재현된다. 그 끝에 악보4의 주제 서두가 강주되면, 부주제가 이번에는 마장조로 이어진다. 다시 한 번 고음역에서 변주되면서 론도 주제가 회상되고, 마지막에는 잔잔한 표정의 코다로 이어진다.

### 제3악장. 스케르초. 알레그로
3/4 박자, 다장조.
해학적 스케르초 악장으로, 2번 소나타에서의 예에 비해 더 스케르초라고 부르기에 적합한 내용을 담고 있다. 악장은 대위법적인 주제로 시작된다(악보6).
악보6
서두의 17마디를 반복하면 동일한 주제를 이용한 전개가 이루어져 다시 주제로 회귀한다. 여기에서는 3박자에 부착된 스포르찬도가 특징이다. 중간 악절 이후를 반복한 뒤, 트리오에 이른다. 트리오는 가단조를 취하며, 시종 급속한 아르페지오가 급하게 연주된다(악보7).
악보7
트리오를 마치면, 스케르초 다 카포가 되어 악장의 서두로 돌아온다. 마지막에 코다가 설치되어 있어. 스케르초 부를 닫는 도약 음형을 이어받으면 점차 음량을 줄여 사라지게 된다.

### 제4악장. 알레그로 아싸이
6/8 박자, 다장조, 론도 소나타 형식.
쾌활한 분위기로 매우 화려하게 채색되는 한편, 그 기교적인 어려움에 의해서도 알려져 있다. 우선 3화음을 유지하면서 스타카토로 경쾌하게 뛰어 오르는 론도 주제가 제시되고(악보8), 곧바로 급속한 16분음표의 패시지가 이어진다.
악보8
이어 중음을 포함한 반주음형을 타고, 론도 주제와 대조적인 사장조의 유려한 주제가 연주된다(악보9).
악보9
악보9가 한 옥타브 높은 음역에서 반복되고, 경과를 두면 악보8이 재현된다. 중음이 연속하는 추이를 거치면 바장조의 주제가 돌체로 연주된다(악보10).
악보10
악보10 전의 타음을 수반하는 에피소드와 교대하면서 반복적으로 변주되어 간다. 스타카토의 상승 음형이 주제의 재림을 예고하며, 론도 주제의 재현이 된다. 이어 악보9도 다장조로 뒤를 잇고, 나아가 트릴을 수반하여 악보8이 연주된다. 그 끝에는 3중 트릴도 등장하고, 막판까지 협주곡 같은 화려함이 여전하다. 마지막에는 속도, 음량을 줄이며 진정되어 가지만, 첫 템포로 복귀함과 동시에 포르테시모가 되어 당당하게 전곡을 마무리 한다